# 해수 (백제)
해수(解讎, ?~?)는 백제의 관료이다.
602년,  신라가 백제를 공격했을 당시 백제의 좌평이었던 해수는 백제 무왕의 명에 따라 받고 보병과 기병 4만을 이끌고 신라를 공격했다.
당시 신라의 장군이었던 건품(乾品)과 무은(武殷)을 상대로 전황이 불리해지자 해수는 군대를 후퇴시킨 다음 복병을 활용해 신라군을 다시 공격했고 갑작스러운 공격에 신라의 무은은 말에서 떨어지기까지 했지만 그의 아들인 귀산(貴山)과 추항(箒項)이 전투에서 끝까지 싸우다 전사하면서 전세가 역전되었고, 해수는 패해 혼자 겨우 목숨만을 부지할 수 있게 되었다.